# Makó címere
Makó címere egyike Makó város hivatalos jelképeinek. A mai címert hivatalosan 1990. február 9. óta használja a település, de motívumai egészen a középkorig nyúlnak vissza.

## Története
Makó első címere 1555-re datálódik; előtte – lévén mezővárossá csak a mohácsi vész után válhatott, a falvak pedig nem rendelkeztek címerrel – nem volt a településnek. Tagányi Károly címerelemzése során megállapította, hogy a legrégebbi pecsétnyomón, amely tartalmazott egy kezdetleges címert, szintén fel van tüntetve ez a dátum. 1597-ben török hordák felégették a várost, és a pecsétnyomó megsemmisült. Ezt később újravésették, és megtalálható az 1615. és 1517. évi dokumentumokon. Az újravésett pecsétet 1869-ben Thaly Kálmán fedezte fel, és rövid, bár téves értelmezéseket vont le annak rossz minősége miatt. Kígyó által körbetekert karót és hattyút látott a címerben. Helyesen értelmezte viszont a félhold és a holló alakját. 
1819-ben a püspökség és a város politikai harca új címert szült: többet bevonattak és megsemmisítettek, és elrendelték, hogy újat készítsenek. 1838-ban ez a „pecsétper”-be torkollott, ami a város számára pozitív eredménnyel zárult. Az ítélet eredményeképpen a bírák visszatérhettek a régi címer használatához. 1880-ban Gyulafehérvár a város címerét és annak értelmezését kérte levéltára részére. Ekkor az árvaszéki pénztárnok adott leírást, amiket saját ötleteiből, és az újabb pecsétnyomóról vonta le. Ő hármas halomról, ötágú koronáról, mellvértekről és T alakú bitófáról írt a levéltárnak. A hollót galambként értelmezte, és rögtön kettőről beszélt. 

A város szocialista címere 1974 és 1989 között

1889-ben Major Miklós polgármester felvetette a városi pecsét múltjának elemzésének ötletét. Az ő megbízásából Szeremlei Sámuel hódmezővásárhelyi lelkész kutakodni kezdett, és rálelt az 1615-17-es címerre. A hír hallatán a várost a Belügyminisztérium utasította, hogy vizsgáltassa ki a címert, annak múltját és jelentését. Ekkor kapott szerepet Tagányi Károly, aki az első szakavatott leírást adta róla, a Heraldikai Társaság pedig meg is festette azt. Ez a címer már nagyon hasonlított a maihoz: volt kereszt és domb, rajta kígyó és félhold. Azonban a keresztből egy bokor nőtt ki, és a bokron illetve a kereszt tetején ülő két galamb szembe nézett egymással. Abroncskorona helyett cövekek rögzítették a kereszténység jelképét a földhöz. Ez egészen 1974-ig szolgált Makó jelképeként.
Bár 1960-ban terv készült arra, hogy a szocialista jelképeket a hagyományosakkal vegyítsék, de a kereszt és a vörös csillag összeférhetetlensége miatt az ötlet a süllyesztőbe került. 1974-ben Szilvásy Nándor Munkácsy-díjas grafikusművész megtervezte és elkészítette az új, a korszak eszméinek megfelelő címert. A nagyközönség nagy része elfogadta az új jelképet, mert többnyire ideológiailag semleges motívumok kaptak benne helyet: vöröshagyma, hullámzó Maros. Az egészet a város piros-kék alapszíne foglalta keretbe, és a vörös csillag is helyet kapott benne.
1989 augusztusában a tanácsülésen elhatározták az akkori címer megszüntetését, és felkérték Szekeres István szintén makói születésű grafikusművészt, hogy tervezzen címert. Ő elmélyült kutatásokat végzett, és visszatérve a legrégibb motívumokhoz a két galambot hollóra és darura cserélte, a cövekeket pedig abroncskorona váltotta fel. A képviselő-testület 1990. február 9-én elfogadta a fél évezrednyi múlttal rendelkező, ma is használt címert.

## Leírása
A város címere pajzs alakú, kék színű. Arany szegély futja körbe, alsó részén egy vízszintes zöld sáv található. A címerben hat szimbólum található. Az első egy ezüst félhold, ami azáltal, hogy a föld közelében van az Oszmán Birodalom feletti diadalra utal, illetve Makó török hódoltságbéli múltjára. A címer jobb oldalán egy darumadár található. Szinte kivétel nélkül minden forrás az éberség, jelzés szimbólumaként értelmezi. Nem elhanyagolható azonban az a mondaszerű esemény sem, hogy egy alkalommal Temesvár oszmán urainak Makó adóként 40 darutollat fizetett. Tőle jobbra két szál gyékény található. Egyes források mint „sás és káka” említik, de az 1990. február 9-én meghozott városi rendelet a következőket írja. „A bal alsó részén jobbra néző darumadár, mellette két zöld színű gyékény szál.” Ez Maros vízi világát, annak szoros kapcsolatát jelképezi a városlakókkal. A címer közepén egy kereszt található, amit egy összefogó abroncskorona rögzít. Ez a hit, a közösség összefogó erejét szimbolizálja. A kereszt küllőin egy zöld színű kígyó (rézkígyó) tekereg. Ezt főként a testi-lelki egészség vagy a gonosz hatalomtól való megszabadulás jeleként értelmezzük. A kereszt tetején egy ezüst színű holló található, ami hírverést, hírhozást ábrázolja. Ezenkívül a Csanád nemzetség címerállata egy fehér holló volt, a fehér pedig a heraldika szabályai szerint ezüst. A címer 2005-ben volt 450 éves, ennek alkalmából a képviselő-testület Szekeres István grafikusművészt bízta meg a városcímer díszpéldányának elkészítésével. A 150×100 cm-es festett alkotás a Makói triptichon nevű történelmi hármaskép középső részeként a városházában kapott helyet.